# La Brújula
La Brújula és un programa de ràdio de l'emissora espanyola Onda Cero, presentat i dirigit per Juan Ramón Lucas. És el tercer espai en audiència en la franja nocturna, retransmetent-se entre les 20 i les 23.30 hores, temps que dedica a una anàlisi de l'actualitat, l'esport (20.30 a 21.00 amb "La Brújula del Deporte"), l'economia (amb l'espai denominat La Brújulaa de la Economía) i el debat polític.

## Història

### Començaments: setembre de 1992 a setembre de 1994
L'espai de debat nocturn de la llavors nounada emissora Onda Cero va començar a emetre's al setembre de 1992, dins d'una estratègia global de la cadena per a reforçar els continguts informatius. Manuel Antonio Rico conduïa el programa entre les 22 i les 00 de la nit. En 1994, La Brújula congregava al voltant de les estadístiques nocturnes d'Onda Cero a 147.000 oïdors, davant dels 746.000 de La linterna de la Cadena COPE, els 497.000 d'Hora 25 en Cadena SER o els 271.000 de 24 Horas de Ràdio Nacional d'Espanya.

### De 1994 a 1996
En setembre de 1994, coincidint amb l'arribada d'Ernesto Sáenz de Buruaga com a conductor del programa, l'espai amplia el seu horari d'emissió per a començar a les 20 hores de la nit. Pilar Cernuda, Miguel Ángel Gozalo i Fernando Jáuregui s'incorporen en la primera etapa; en 1995, arriben al programa Pilar Urbano, Ramón Pino, Alfonso Ussía i Jesús Hermida, que comentava entre 1995 i 1996 el miniespai La noticia del día.

### De 1996 a 1999
Concha García Campoy passa a presentar l'espai després del nomenament d'Ernesto Sáenz de Buruaga com a Director dels Serveis Informatius de TVE. Fins a setembre de 1999, les nits d'Onda Cero van comptar amb Pilar Urbano, Pedro Páramo, Miguel Ángel Nieto, els polítics Amparo Rubiales e Íñigo Cavero; i durant la temporada 1997-1998, Alfonso Guerra, que fora vicepresident del Govern amb Felipe González.

### La Brújula de El Mundo: de 1999 a 2001
Després de la compra d'Onda Cero per part del Grup Telefónica de Juan Vilallonga, La Brújula passa a ser presentada per Javier Algarra, explicant aquest amb la col·laboració de l'escriptor Francisco Umbral, l'antic director de Diario 16 José Luis Gutiérrez i la periodista del diario El Mundo Victoria Prego.
En una operació per a col·locar al diari de Pedro J. Ramírez com a principal font d'informació de la cadena, Victoria Prego es fa amb la direcció del programa i Antonio Jiménez amb la subdirecció. L'espai passa a denominar-se La Brújula de El Mundo, i passa a ser coproduït i emès per les emissores del periòdic, amb la col·laboració habitual en les tertúlies del programa per part del director del diari Pedro J. Ramírez.
Quan Prego va sol·licitar la inclusió al programa de tertulians dels diferents partits polítics, els noms de María Antonia Iglesias, Julia Navarro i Enric Sopena van saltar a la palestra d'Onda Cero, encara que només la primera va arribar a participar realment en el programa. Sopena va denunciar l'existència de pressions polítiques per part del Govern del Partit Popular per a evitar la incorporació al programa dels tres periodistes; de la qüestió es va fer ressò la que arribaria a ser vicepresidenta del Govern María Teresa Fernández de la Vega.

### Des de 2002
En setembre de 2002 Onda Cero consuma la ruptura amb el periòdic de Pedro J. Ramírez i el programa (21.00-24.00) passa a ser dirigit per Fernando González Urbaneja i Carmen Martínez Castro. Aquesta etapa dura una sola temporada. Al setembre de 2003 el programa torna a començar a les 20.00 amb Juan Pablo Colmenarejo com a responsable durant dues temporades.
Al setembre de 2005 Carlos Alsina abandona la direcció d'Informatius de la cadena (i l'informatiu "Noticias mediodía") per a fer-se càrrec de la Brújula. Imprimeix a l'espai un estil nou basat en la ironia, el sentit de l'humor i la interacció amb els oïdors. La principal novetat és l'aparició del monòleg informatiu de set o vuit minuts amb el qual arrenca cara tarda el programa i que s'acabarà convertint en el sant i senya del programa. Nous col·laboradors com Ángel Expósito, David Gistau, Alfredo Urdaci (2006-2008), Rubén Amón o Manuel Jabois enriqueixen el programa amb punts de vista més joves. 'La Brújula de la Economía' amplia la seva durada i aposta per la divulgació amb un enfocament didàctic i divertit de les notícies econòmiques. Especialistes com Carlos Rodríguez Braun, Iñaki Garay, José Ramón Iturriaga, José Carlos Díez o Ignacio Rodríguez Burgos converteixen la tertúlia és una referència per a seguir i entendre la crisi econòmica de 2008. Al caient de la mitjanit, Fernando Ónega signatura l'últim comentari.
L'última dada d'audiència que va obtenir La Brújula abans d'aquesta etapa va ser de 288.000 oïdors en la segona onada de l'EGM de 2005. La millor dada d'audiència obtingut, fins llavors, en la història del programa va correspondre a Victoria Prego l'any 2000, per sobre dels 475.000 oïdors. En la seva última etapa, La Brújula ha batut diverses vegades aquest topall fins a aconseguir, segons el EGM d'abril de 2012, els 584.000 oïdors, el millor resultat en els seus gairebé vint anys d'història.
El 27 de març de 2015, Carlos Alsina anuncia en antena que abandonarà La Brújula per a fer-se càrrec del programa matinal Más de uno d'Onda Cero, al costat de Juan Ramón Lucas. Aquest canvi ve motivat per la sortida d'Onda Cero de Carlos Herrera Croisset, que conduïa el matinal Herrera en la Onda fins a aquesta data.
Entre agost de 2015 i juliol de 2018, David del Cura és l'encarregat de dirigir el programa. Va ser substituït al setembre d'aquest mateix any per Juan Ramón Lucas. Ha rebut l'Antena de Oro 2018.

## Estructura
El programa s'emet de les 20 a les 00 hores de la nit, de dilluns a divendres, i es perfila de la següent manera:
- En començar el programa es fa un comentari d'uns 8 minuts sobre les notícies més importants en un to generalment informal i irònic.
- Fins a les 20.30 hores es resumeixen les notícies del dia.
- De 20.30 a 20.45 es resumeixen les notícies esportives.

De 20.45 a 20.50 es resumeixen les notícies del temps
- De 20.50 a 22.00 tenen lloc les notícies econòmiques i la tertúlia de "La Brúixola de l'Economia"(els divendres a les 21.00 es dona una aturada de 5 minuts per a oferir el "revers de la brúixola" amb Javier Ruiz Taboada) amb la participació de Carlos Rodríguez Braun, Iñaki Garay, Pedro Fraile, Juan Carlos Serrano, José Ramón Iturriaga, Fernando Méndez Ibisate i José Carlos Díez.

A les 22.00 Carlos Alsina torna a donar un comentari de 5 a 7 minuts i fins a les 22.15 Mercedes Albelda resumeix els titulars de les notícies del dia.
- De 22.15 a 00.00 té lloc la tertúlia política i d'actualitat, en la qual intervenen entre 2 i 4 tertulians a més de Carlos Alsina i s'avancen les portades de la premsa de l'endemà (a les 23.35). En aquestes dues hores se sol realitzar almenys una entrevista relacionada amb algun tema d'actualitat. Aquests tertulians són Raúl del Pou, Francisco Marhuenda, Carlos Rodríguez Braun, Carmen Morodo, Anabel Díez, Pilar Cernuda, Pepe Oneto, Antonio Casado, Daniel Lacalle, Alberto Artero, Ana I. Martín i Paco Reyero. Molts d'ells intervenen també en el programa matinal de la cadena Más de Uno.

- Per a finalitzar, a les 23.53, Fernando Ónega fa l'últim comentari.

## Col·laboradors
Entre els tertulians habituals en l'etapa d'Alsina, figuren:
- Antonio Casado
- Pilar Cernuda
- José Antonio Vera
- José María Calleja
- Pedro Fraile
- Justino Sinova
- Iñaki Garay
- Carlos Rodríguez Braun
- Ángela Vallvey
- Hermann Tertsch (desde 2007)
- Carmen Gurruchaga
- Fernando Ónega (columnista)
- José Oneto
- Alfredo Urdaci (2007-2009)
- Casimiro García-Abadillo
- Fernando González Urbaneja
- Juan Pedro Valentín (desde septiembre de 2007)